# Eresia jacinthica
Eresia jacinthica är en fjärilsart som beskrevs av Johannes Karl Max Röber 1914. Eresia jacinthica ingår i släktet Eresia och familjen praktfjärilar. Inga underarter finns listade i Catalogue of Life.